# Evatima Tardo
Evatima Tardo, auch Thardo, (* 1871 oder 1872 auf Trinidad) war eine US-amerikanische Varietékünstlerin.
Sie wurde bekannt dadurch, dass sie sich vor Publikum (häufig von Ärzten, die sie zu ihren wöchentlichen Demonstrationen einlud und bei denen sie als medizinisches Wunder galt) von giftigen Schlangen beißen ließ (beispielsweise Klapperschlangen) – nach eigenen Angaben war sie durch einen Biss einer Terciopelo-Lanzenotter (Fer de Lance) als Kind immunisiert. Einen Teil des Giftes entnahm sie der Schlange und spritzte sie während der Vorführung einem Kaninchen, das starb.
In anderen Aufführungen ließ sie sich regelmäßig – ohne Schmerzempfinden zu zeigen – zwei Stunden an ein Kreuz nageln (mit Hufnägeln durch Hand und Fuß, die sie zuvor in Cyanwasserstoff tränkte), wobei sie sang und lachte.
Nach Zeitungsberichten der 1890er Jahre war sie unempfindlich gegen alle Arten von Schmerz, ihre Wunden heilten sehr schnell und sie konnte den Blutfluss aus Wunden kontrollieren.
Sie trat zum Beispiel in Chicago auf und lebte in Minneapolis. Sie starb an Schusswunden in einem Eifersuchtsdrama.
Ihre Aufführungen erregten die Bewunderung von Harry Houdini, der über sie in seinem Buch Miracle Mongers and their Methods berichtete. Er schildert sie als außerordentlich schön, redegewandt und konnte in ihrer Vorführung (er war mehrere Wochen gleichzeitig in Chicago mit ihr engagiert) keine Täuschung entdecken.